# Forsbacka, Karlshamns kommun
Forsbacka är en småort i Elleholms socken i Karlshamns kommun i Blekinge län.